# Смит, Мартин (пловец)
Мартин Смит (англ. Trevor Martin Smith; род. 10 января 1958) — британский пловец, призёр Игр Содружества, чемпионатов Европы и мира, летних Олимпийских игр 1980 года в Москве, участник двух Олимпиад.

## Карьера
На летних Олимпийских играх 1976 года в Монреале Смит выступал в плавании на 100 метров вольным стилем. Он выбыл из борьбы за медали на стадии предварительных заплывов.
На следующей Олимпиаде Смит представлял свою страну в четырёх дисциплинах: плавании вольным стилем на 100 и 200 метров, эстафете 4×200 метров вольным стилем и комбинированной эстафете 4×100 метров. В двух первых видах Смит не смог пробиться в финальную стадию. В эстафете вольным стилем команда Великобритании заняла 6-е место. В комбинированной эстафете сборная Великобритании (Гэри Абрахам, Дэвид Лоу, Мартин Смит, Данкан Гудхью) стала бронзовым призёром (3:47,71 с), уступив сборным Австралии (3:45,70 с) и СССР (3:45,92 с).